# Neocurtimorda sexmaculata
Neocurtimorda sexmaculata es una especie de coleóptero de la familia Mordellidae.

## Distribución geográfica
Habita en Transvaal, en Sudáfrica.